# 도미닉 하워드
도미닉 제임스 하워드(영어: Dominic James Howard, 1977년 12월 7일 ~ )는 영국의 음악가로, 록 밴드 뮤즈의 드러머, 퍼커시스트, 공동 프로듀서로 가장 잘 알려져 있다.

## 어린 시절
하워드는 잉글랜드 맨체스터의 스톡포트에서 태어났다. 그가 8살쯤 되었을 때 그는 그의 가족과 함께 데번주의 작은 마을인 틴머스로 이사했다. 그는 학교에서 공연하는 재즈 밴드에 의해 영감을 받은 12살 때 드럼을 치기 시작했다.